# Andrés del Peral (obraz Goi)
Andrés del Peral – obraz olejny hiszpańskiego malarza Francisca Goi. Portret przedstawiający artystę Andrésa del Peral znajduje się w zbiorach National Gallery w Londynie. 

## Okoliczności powstania
Andrés del Peral pracował w królewskich rezydencjach (Reales Sitios) w latach 1774–1778 jako malarz i złotnik. Zajmował się dekoracją powozów konnych, co było w tamtym okresie dobrze opłacanym rzemiosłem. Miał pokaźną kolekcję sztuki, którą w 1808 sprzedał królowi Karolowi IV. Wiele dzieł sztuki pochodzących z jego zbiorów znajduje się w Prado. Przyjaźnił się z Goyą, miał kilka jego obrazów w swojej kolekcji. W okresie, kiedy powstał ten portret, Goya pracował nad freskami w kościele San Antonio de la Florida w Madrycie. Zmagał się z następstwami poważnej choroby przebytej w 1792 (zwłaszcza głuchotą) i powoli wracał do malowania portretów na zamówienie. Goya wystawił portret Perala w 1798 w Akademii Sztuk Pięknych św. Ferdynanda, a 17 sierpnia tego samego roku czasopismo Diario de Madrid opublikowało bardzo pochlebną opinię na temat dzieła.

## Opis obrazu
Goya przedstawił Perala siedzącego, w półpostaci, na ciemnym, neutralnym tle. Z lewej strony widać pionową linię oparcia wiklinowego krzesła, na którym siedzi. Wyraz twarzy jest poważny, usta opadające lekko z jednej strony mogą być następstwem przebytego udaru. Jest ubrany w srebrnoszary kaftan, białą kamizelkę ozdobioną haftowanymi niebieskimi kwiatami i białą chustkę zawiązaną pod szyją. Niektóre elementy portretu, takie jak trudne do malowania ręce, znacznie wpływały na cenę obrazu. Z tego powodu na licznych portretach pędzla Goi ręce modeli są ukryte za plecami, lub jak w przypadku Perala, jedna pod połą kaftana, a druga oparta o biodro.

## Technika
Obraz powstał na topolowej desce, przez co faktura dzieła pozostaje gładka, pomimo szybkich pociągnięć pędzla stosowanych przez Goyę. Kaftan został namalowany szerokimi pociągnięciami pędzla, w różnych odcieniach niebieskawej szarości. Biała kamizelka została oddana w sposób impresjonistyczny, tworzą ją naprzemienne białe i szare linie, a niebieskie kwiaty powstały przez zdecydowane i szybkie nałożenie plam farby. Oszczędność środków i brak wykończenia detali stroju kontrastuje ze sposobem, w jaki Goya oddaje twarz modela. Stosuje tu cienkie i dokładne pociągnięcia pędzlem, zwraca szczególną uwagę na światło. Różowe, jasnobrązowe i czerwone tony nadają twarzy ciepła.

## Proweniencja
Obraz należał do portretowanego. Wnuczka Perala sprzedała obraz markizowi de la Vega-Inclán prawdopodobnie pod koniec XIX wieku. Następnie trafił do kolekcji malarza Gastona Lindena w Paryżu. W 1902 kupił go kolekcjoner sztuki Sir George Donaldson, który najpierw zdeponował, a później podarował obraz National Gallery w Londynie.